# Kościół św. Mikołaja w Parchowie
Kościół świętego Mikołaja – rzymskokatolicki kościół parafialny należący do parafii pod tym samym wezwaniem (dekanat Bytów diecezji pelplińskiej).
Jest to świątynia wzniesiona z cegły w stylu neoromańskim w 1854 roku, W jej wnętrzu znajduje się barokowa chrzcielnica, która umieszczona była dawniej w drewnianym kościele oraz ołtarz główny, w który wkomponowany jest drewniany krzyż z ukrzyżowanym Chrystusem (zapewne także pochodzi ze starej świątyni). Z lewej i prawej strony ołtarza głównego są umieszczone ołtarze boczne. Po lewej znajduje się obraz Matki Boskiej Częstochowskiej, natomiast po prawej obraz św. Mikołaja - patrona świątyni.